# برتراند، کنت تولوز
برتراند تولوز یا برتراند طرابلس (م. ۱۱۱۲) کنت تولوز و نخستین کنت طرابلس بود که بر شهر طرابلس حکم راند. برتراند بزرگترین فرزند ریمون چهارم، کنت تولوز بود. هنگامی که پدرش برای شرکت در نخستین جنگ صلیبی در سال ۱۰۹۶ عازم شرق شد، همه قلمروی خود را برتراند واگذار کرد اما با مرگ ریمون در حین محاصره طرابلس در سال ۱۰۹۵، همراهان وی بر جانشینی برادر کوچکترش، آلفونسو جردن اصرار ورزیدند. اما پس از ۳ سال، برادرش به اروپا فرستاده تا ویلیام دوم جردن، پسرعمویش، قدرت را در طرابلس به دست بگیرد. در همین زمان، با دعوی فیلیپا، دختر ویلیام چهارم تولوز و همسر ویلیام نهم آکتین، و حمله آن‌ها به تولوز، وی از قلمروی خود را در اروپا از دست داد. برتراند برای به دست آوردن قلمرو و تیول‌های پدرش از راه طرطوس و با کمک ناوگان جنوا عازم شام شد و از جانب بالدوین یکم، پادشاه اورشلیم، موفق به کسب نیمی از تیول‌های پدرش در شرق شد. در ۱۲ ژوئیه ۱۱۰۹، با تصرف طرابلس، این شهر به قلمروی وی افزوده شد و به عنوان مرکز کنت‌نشین طرابلس انتخاب شد. وی سرانجام در ژانویه ۱۱۱۲ درگذشت و فرزندش، پونس، از همسرش هلی بورگوندی جانشین وی شد.